# Louchy-Montfand
Louchy-Montfand est une commune française, située dans le département de l'Allier en région Auvergne-Rhône-Alpes.

## Géographie

### Localisation
Louchy-Montfand est un village situé au centre du département de l'Allier, à 3,5 km à l'ouest de Saint-Pourçain-sur-Sioule, à 29,8 km au sud du chef-lieu du département Moulins, toutefois plus éloigné que Vichy (24,1 km). Toutes ces distances s'entendent à vol d'oiseau.
Ses communes limitrophes sont :
| Bransat | Saulcet         |                           |
|         | Louchy-Montfand | Saint-Pourçain-sur-Sioule |
| Cesset  | Montord         |                           |

### Transports
La commune est traversée par les routes départementales 46 (liaison de Montmarault à Saint-Pourçain-sur-Sioule), 115 (vers Montord) et 130.

### Climat
Pour des articles plus généraux, voir Climat d'Auvergne-Rhône-Alpes et Climat de l'Allier.
En 2010, le climat de la commune est de type climat océanique dégradé des plaines du Centre et du Nord, selon une étude du CNRS s'appuyant sur une série de données couvrant la période 1971-2000. En 2020, Météo-France publie une typologie des climats de la France métropolitaine dans laquelle la commune est dans une zone de transition entre le climat océanique altéré et le climat de montagne ou de marges de montagne et est dans la région climatique Centre et contreforts nord du Massif Central, caractérisée par un air sec en été et un bon ensoleillement.
Pour la période 1971-2000, la température annuelle moyenne est de 11,1 °C, avec une amplitude thermique annuelle de 16,5 °C. Le cumul annuel moyen de précipitations est de 771 mm, avec 10,5 jours de précipitations en janvier et 7,2 jours en juillet. Pour la période 1991-2020, la température moyenne annuelle observée sur la station météorologique installée sur la commune est de 11,9 °C et le cumul annuel moyen de précipitations est de 740,6 mm,. Pour l'avenir, les paramètres climatiques de la commune estimés pour 2050 selon différents scénarios d'émission de gaz à effet de serre sont consultables sur un site dédié publié par Météo-France en novembre 2022.
| Mois                                  | jan.           | fév.          | mars          | avril       | mai             | juin         | jui.        | août           | sep.           | oct.            | nov.             | déc.           | année      |
| ------------------------------------- | -------------- | ------------- | ------------- | ----------- | --------------- | ------------ | ----------- | -------------- | -------------- | --------------- | ---------------- | -------------- | ---------- |
| Température minimale moyenne (°C)     | 0,5            | 0,6           | 2,5           | 4,9         | 8,6             | 12,1         | 13,9        | 13,5           | 9,9            | 7,4             | 3,5              | 1,1            | 6,5        |
| Température moyenne (°C)              | 4              | 4,8           | 7,9           | 10,9        | 14,6            | 18,4         | 20,4        | 20,2           | 16,3           | 12,7            | 7,6              | 4,5            | 11,9       |
| Température maximale moyenne (°C)     | 7,5            | 9,1           | 13,3          | 16,9        | 20,6            | 24,8         | 27          | 26,9           | 22,6           | 17,9            | 11,6             | 8              | 17,2       |
| Record de froid (°C) date du record   | −15,5 26.01.07 | −15 09.02.12  | −13 01.03.05  | −4 15.04.19 | −1,5 15.05.1995 | 3,5 04.06.01 | 6 18.07.00  | 4,9 29.08.1998 | 0,4 30.09.1995 | −7,6 31.10.1997 | −10,5 23.11.1998 | −12,2 26.12.10 | −15,5 2007 |
| Record de chaleur (°C) date du record | 18 26.01.16    | 21,6 27.02.19 | 24,6 20.03.14 | 29 29.04.10 | 32,4 27.05.05   | 39 27.06.19  | 41 25.07.19 | 40 19.08.12    | 36,2 14.09.20  | 29,1 04.10.04   | 24,6 08.11.15    | 18,2 05.12.06  | 41 2019    |
| Précipitations (mm)                   | 54,6           | 40,8          | 49,4          | 61          | 77,6            | 63,4         | 70,6        | 73             | 58,1           | 60,8            | 73,4             | 57,9           | 740,6      |

## Urbanisme

### Typologie
Au 1er janvier 2024, Louchy-Montfand est catégorisée commune rurale à habitat dispersé, selon la nouvelle grille communale de densité à 7 niveaux définie par l'Insee en 2022.
Elle est située hors unité urbaine. Par ailleurs la commune fait partie de l'aire d'attraction de Saint-Pourçain-sur-Sioule, dont elle est une commune de la couronne,. Cette aire, qui regroupe 14 communes, est catégorisée dans les aires de moins de 50 000 habitants,.

### Occupation des sols

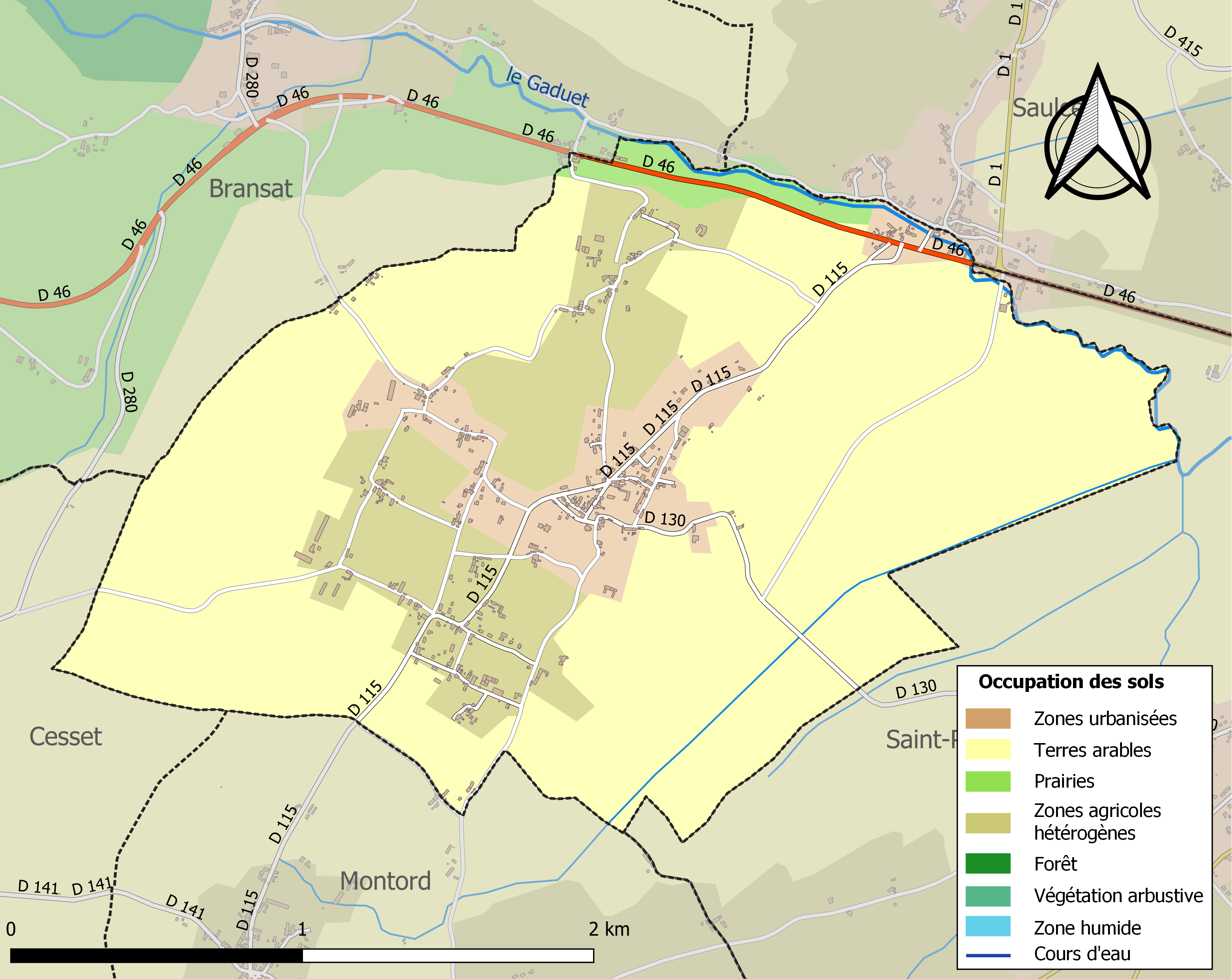
Carte des infrastructures et de l'occupation des sols de la commune en 2018 (CLC).

L'occupation des sols de la commune, telle qu'elle ressort de la base de données européenne d’occupation biophysique des sols Corine Land Cover (CLC), est marquée par l'importance des territoires agricoles (90,1 % en 2018), en diminution par rapport à 1990 (100 %). La répartition détaillée en 2018 est la suivante : 
terres arables (70,3 %), zones agricoles hétérogènes (18 %), zones urbanisées (9,9 %), prairies (1,8 %).
L'IGN met par ailleurs à disposition un outil en ligne permettant de comparer l’évolution dans le temps de l’occupation des sols de la commune (ou de territoires à des échelles différentes). Plusieurs époques sont accessibles sous forme de cartes ou photos aériennes : la carte de Cassini (XVIIIe siècle), la carte d'état-major (1820-1866) et la période actuelle (1950 à aujourd'hui).

## Histoire
La commune résulte de la réunion des anciennes communes de Louchy et de Montfand en 1830. Avant 1789, les deux communes faisaient partie de l'ancienne province du Bourbonnais issu de la seigneurie de Bourbon médiévale.

## Politique et administration

### Découpage territorial
Par arrêté préfectoral du 2 janvier 2024, la commune est retirée le 1er janvier 2024 de l'arrondissement de Moulins et rattachée à l'arrondissement de Vichy.

### Liste des maires

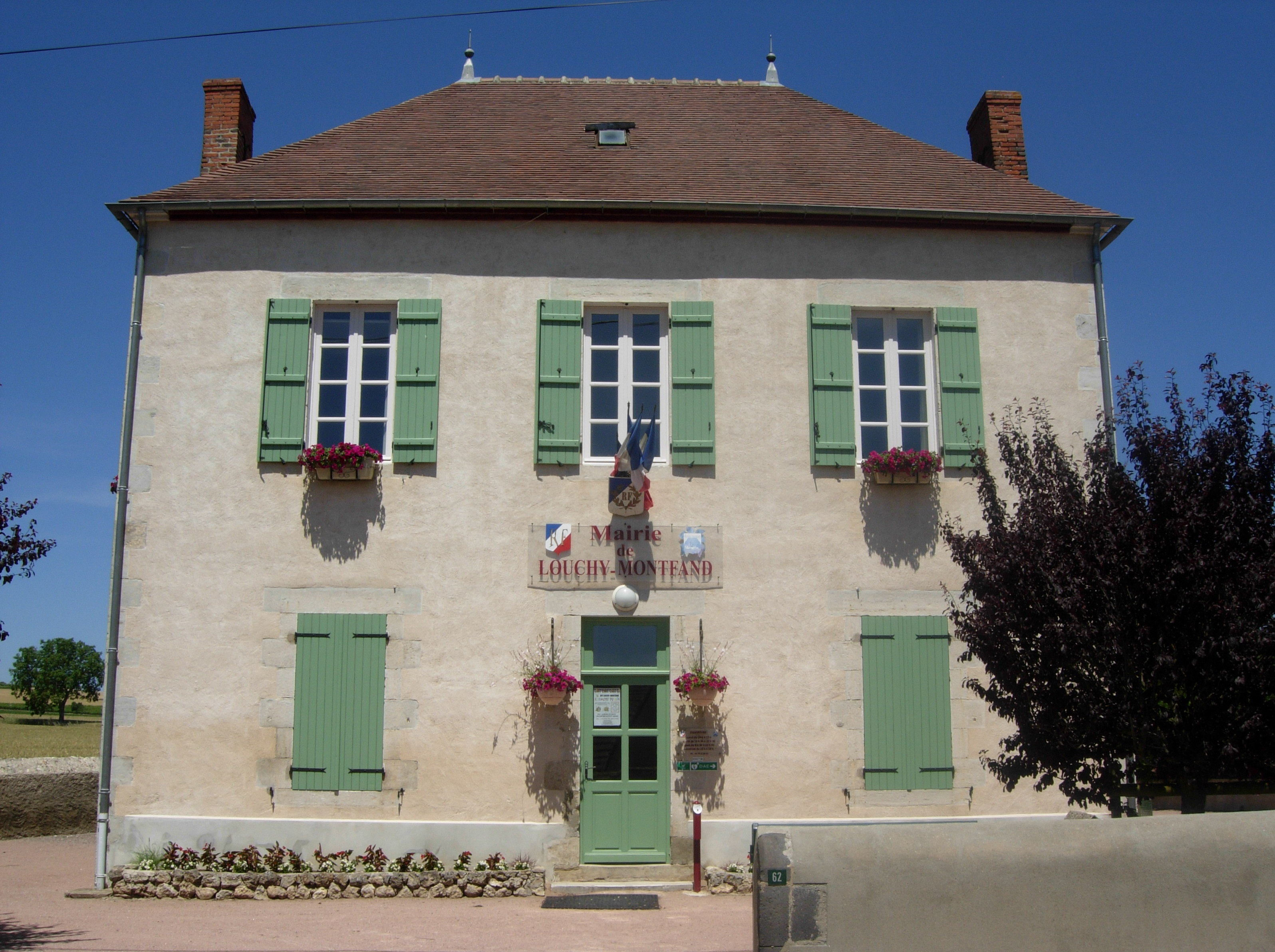
La mairie de Louchy-Montfand.

| Période                                  | Période  | Identité         | Étiquette | Qualité                         |
| ---------------------------------------- | -------- | ---------------- | --------- | ------------------------------- |
| Les données manquantes sont à compléter. |          |                  |           |                                 |
| 2001                                     | 2012     | Antonin Josselin |           |                                 |
| 25 janvier 2013                          | mai 2020 | Pierre Bidet     | DVD       | Cadre de banque en retraite     |
| mai 2020                                 | En cours | Bruno Chanet     |           | Directeur d'unité de production |

## Population et société

### Démographie
L'évolution du nombre d'habitants est connue à travers les recensements de la population effectués dans la commune depuis 1793. Pour les communes de moins de 10 000 habitants, une enquête de recensement portant sur toute la population est réalisée tous les cinq ans, les populations de référence des années intermédiaires étant quant à elles estimées par interpolation ou extrapolation. Pour la commune, le premier recensement exhaustif entrant dans le cadre du nouveau dispositif a été réalisé en 2006.

En 2022, la commune comptait 406 habitants, en évolution de −7,73 % par rapport à 2016 (Allier : −1,38 %, France hors Mayotte : +2,11 %).
| 1793 | 1800 | 1806 | 1821 | 1831 | 1836 | 1841 | 1846 | 1851 |
| ---- | ---- | ---- | ---- | ---- | ---- | ---- | ---- | ---- |
| 480  | 489  | 504  | 490  | 639  | 658  | 686  | 633  | 659  |

| 1856 | 1861 | 1866 | 1872 | 1876 | 1881 | 1886 | 1891 | 1896 |
| ---- | ---- | ---- | ---- | ---- | ---- | ---- | ---- | ---- |
| 624  | 629  | 671  | 601  | 593  | 592  | 582  | 608  | 656  |

| 1901 | 1906 | 1911 | 1921 | 1926 | 1931 | 1936 | 1946 | 1954 |
| ---- | ---- | ---- | ---- | ---- | ---- | ---- | ---- | ---- |
| 671  | 669  | 656  | 570  | 529  | 501  | 463  | 438  | 383  |

| 1962 | 1968 | 1975 | 1982 | 1990 | 1999 | 2006 | 2011 | 2016 |
| ---- | ---- | ---- | ---- | ---- | ---- | ---- | ---- | ---- |
| 399  | 385  | 348  | 361  | 378  | 424  | 451  | 436  | 440  |

| 2021 | 2022 | - | - | - | - | - | - | - |
| ---- | ---- | - | - | - | - | - | - | - |
| 418  | 406  | - | - | - | - | - | - | - |

### Enseignement
Louchy-Montfand dépend de l'académie de Clermont-Ferrand. Elle gère une école élémentaire publique.
Les collégiens se rendent à Saint-Pourçain-sur-Sioule, tout comme les lycéens.

## Économie

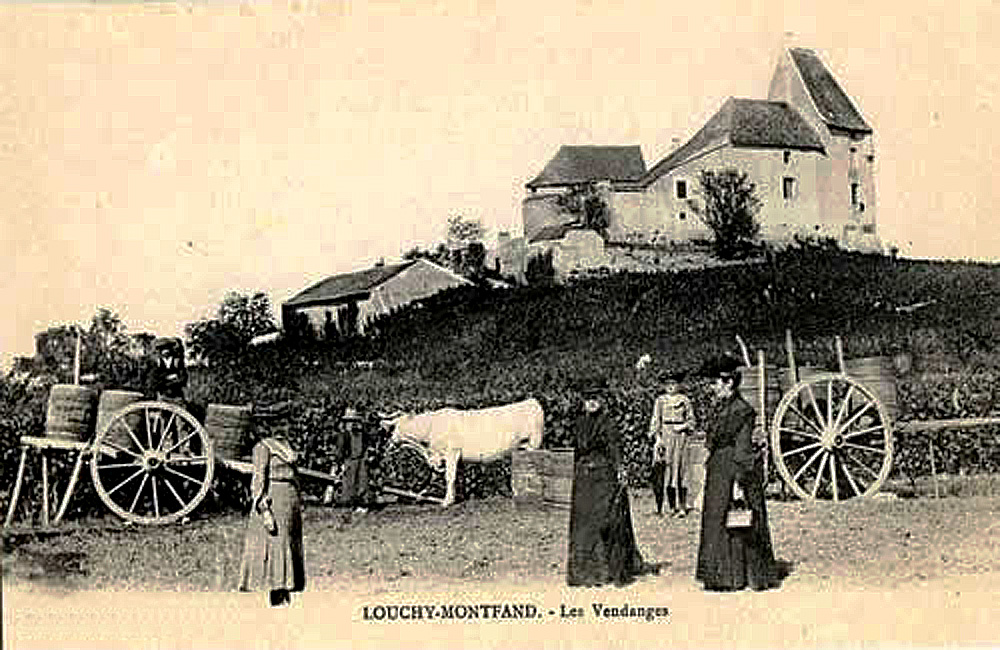
Les vendanges au pied du château de Montfand (carte postale ancienne)

L'une des activités de la commune est la viticulture : la commune fait partie du terroir de l'AOC saint-pourçain.

## Culture locale et patrimoine

### Lieux et monuments
- Église Saint-Pourçain. Église romane inscrite aux monuments historiques. Des fresques ont été redécouvertes en 2004 et sont en cours de restauration ; en dehors de motifs décoratifs, trois scènes apparaissent : une adoration des mages ; un moine qui amène un pénitent, la corde au cou, devant le Christ ; un personnage vêtu de noir, qui reste à identifier[Note 4].
- Château de Montfand, XIVe siècle, sur une butte isolée dans le vignoble. Reste d'une enceinte polygonale sur plan centré, très remaniée par les habitations qui l'occupent[31]. M.H.
- Château de La Motte. Situé dans un parc de 5 hectares, dans le bourg de Louchy, c'est une demeure du XIXe siècle remaniée par la suite, qui a succédé à un château plus ancien. Le fief de la Motte est attesté depuis le XIVe siècle ; il a appartenu successivement aux familles d'Avenière, de Baudreuil, de Montbrun. En 1702, le château est vendu à un riche bourgeois, Pierre Desrolines, fermier général du domaine du duché de Bourbonnais, dont les descendants prennent le nom de Desrolines de La Motte ; en 1884, il entre par mariage dans la famille de Pardieu à laquelle on doit la reconstruction. Le château est une construction rectangulaire à trois niveaux, plus un niveau de combles, couverte d'un toit à deux croupes ; à chaque angle est accolée une tour ronde à toiture conique. Une tour octogonale partiellement engagée dans la façade et un peu décentrée abrite l'escalier qui dessert les étages[32]. Le château est devenu aujourd'hui un hôtel et lieu de réception.